# IC 2250
IC 2250 ist eine spiralförmige Zwerggalaxie vom Hubble-Typ SBd pec im Sternbild Krebs auf der Ekliptik. Sie ist rund 173 Millionen Lichtjahre von der Milchstraße entfernt und hat einen Durchmesser von >10.000 Lichtjahren. 

Im selben Himmelsareal befindet sich u. a. die Galaxie NGC 2554.
Das Objekt wurde am 9. Januar 1901 von Max Wolf entdeckt.